# Suomen Rahapaja

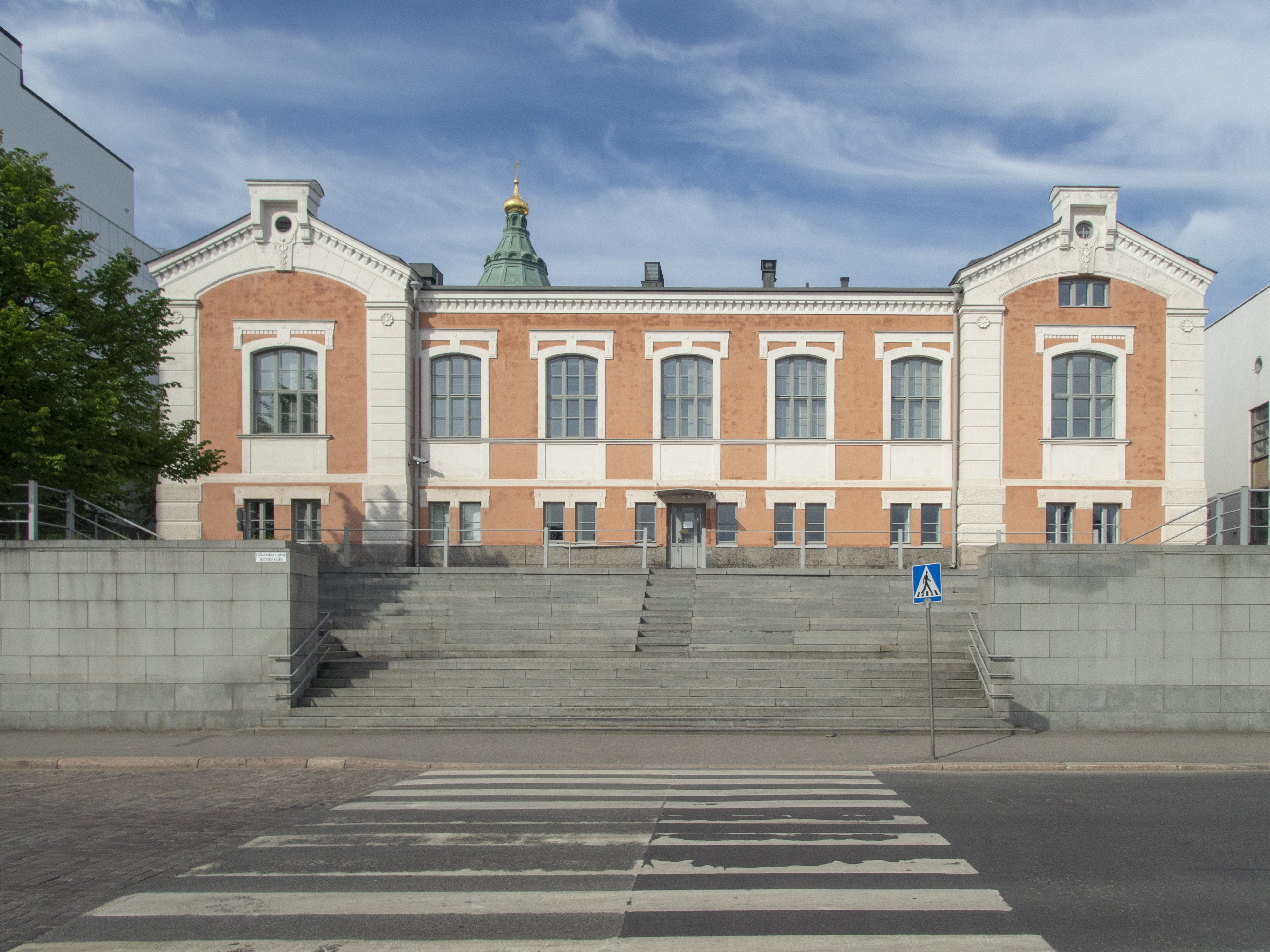
Voormalig muntgebouw van de Finse Munt

Suomen Rahapaja Oy (Zweeds: Myntverket i Finland) was de nationale munt van Finland.
De munt van Finland produceerde tussen 2008 en 2024 ook de euromunten van Estland, Griekenland, Luxemburg, Slovenië, Cyprus en Ierland, evenals de munten van de Zweedse kroon, waarmee een meer dan duizend jaar oude muntslagtraditie van Myntverket in Zweden werd beëindigd. Sinds 2017 worden de Deense kronen geslagen door de Finse munt voor Den Kongelige Mønt.
De munt van Finland was sinds 1993 een naamloze vennootschap. Het was de eigenaar van de Zweedse munt Myntverket, en bezat de helft van de aandelen van de Noorse munt Det Norske Myntverket.
De Finse munt stopte in 2024 wegens de teruglopende vraag naar circulatiemunten. Sinds december 2024 is er een akkoord tussen Finland en de Koninklijke Nederlandse Munt om onder de naam Helsinki Mint de Finse munten te laten slaan.
De munt van Finland werd opgericht door tsaar Alexander II van Rusland in 1860 toen de markka de officiële munteenheid van het Grootvorstendom Finland werd. Het munthuis was oorspronkelijk gevestigd in het district Katajanokka. In Helsinki. In 1988 werd de nieuwe productievestiging geopend in Vantaa.